# Lubriano

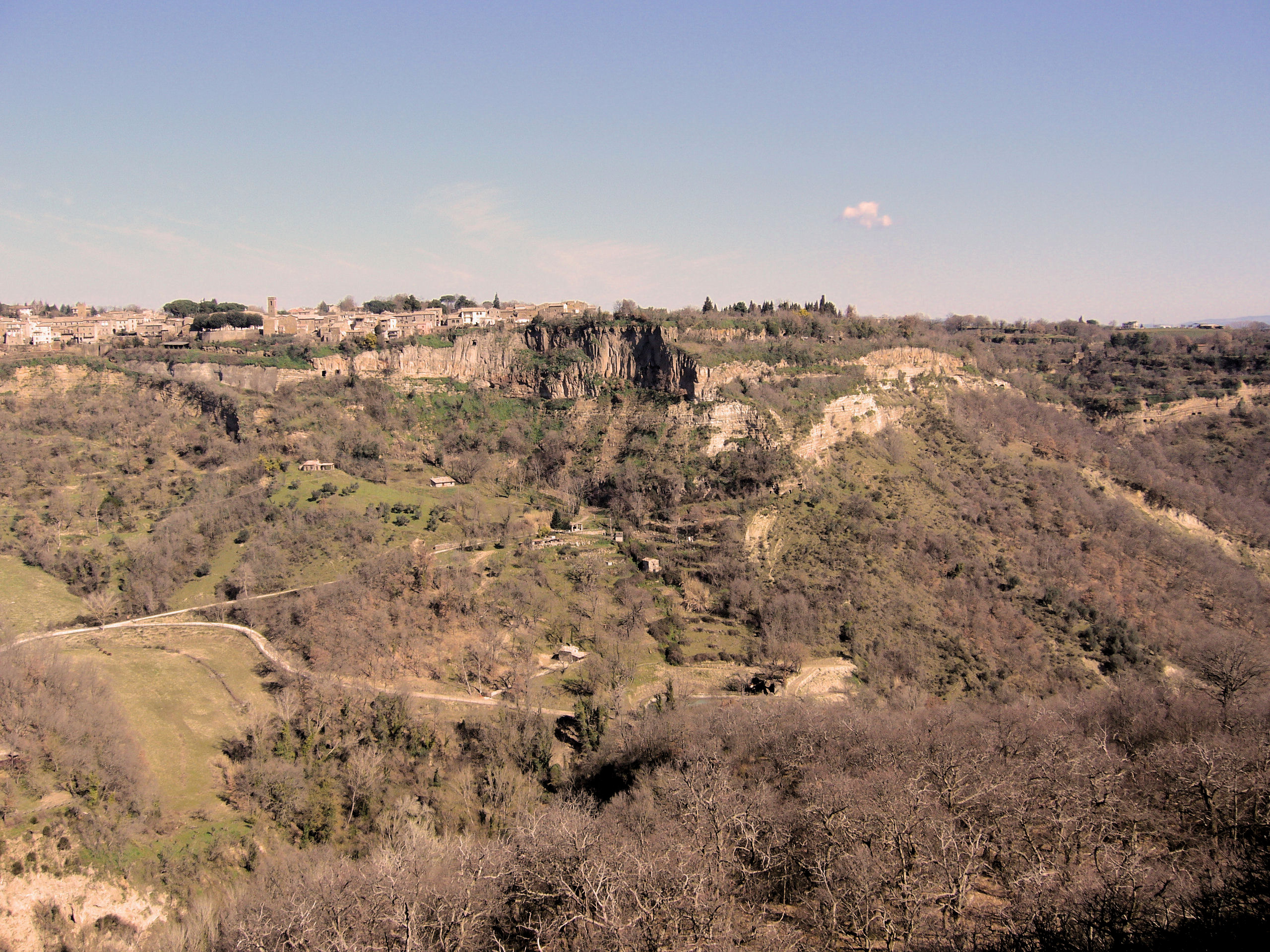
Blick vom Nachbarort Civita di Bagnoregio auf Lubriano

Lubriano ist eine italienische Gemeinde in der Provinz Viterbo in der Region Latium mit 854 Einwohnern (Stand 31. Dezember 2023). Sie liegt 107 Kilometer nördlich von Rom.

## Geographie
Lubriano liegt im vulkanischen Hügelland des südlichen Tuscien südlich von Orvieto.

## Bevölkerung
| Jahr | Bevölkerung |
| ---- | ----------- |
| 1871 | 1044        |
| 1901 | 1316        |
| 1921 | 1399        |
| 1951 | 1376        |
| 1971 | 0979        |
| 1991 | 0958        |
| 2001 | 0918        |

## Politik
Valentino Gasparri (Lista Civica: Per Lubriano) wurde im Mai 2006 zum zweiten Mal zum Bürgermeister gewählt. Am 5. Juni 2016 wurde er zum dritten Mal gewählt.

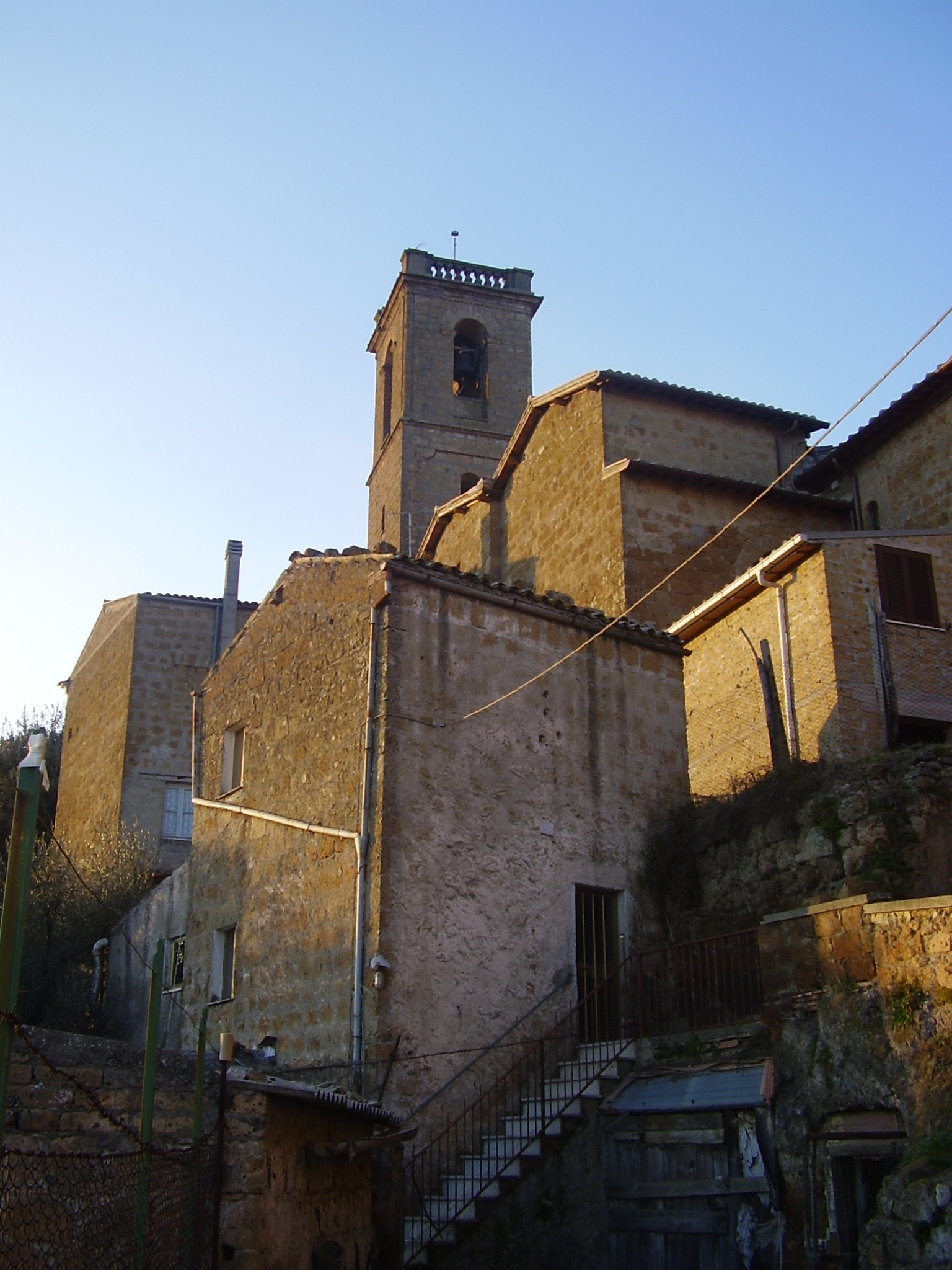
Quartiere dello Scenditoio
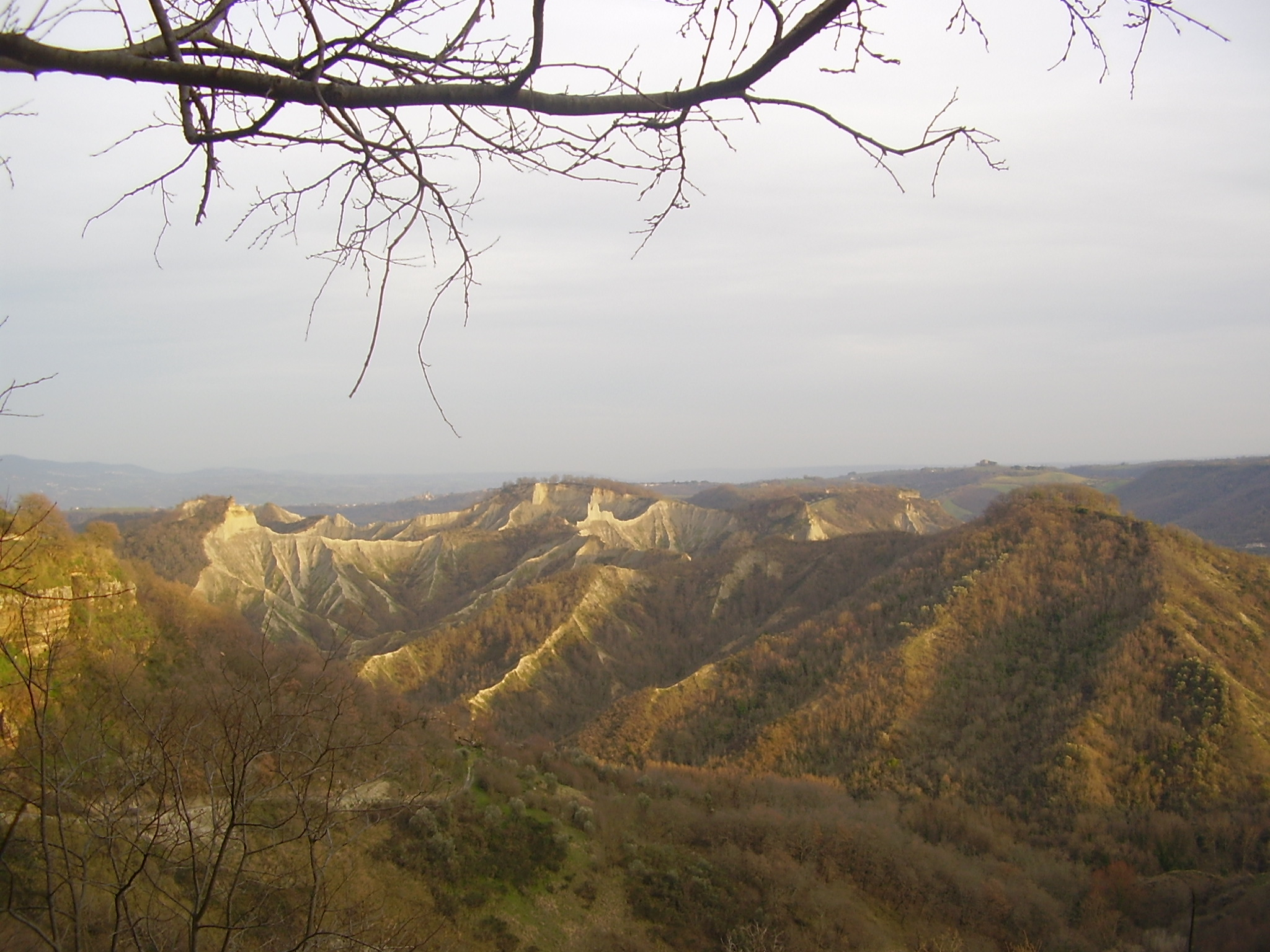
Badlands im zerklüfteten Valle dei Calanchi im Südosten von Lubriano